# Pirata canadensis
Pirata canadensis là một loài nhện trong họ Lycosidae.
Loài này thuộc chi Pirata. Pirata canadensis được Charles Denton Dondale & Redner miêu tả năm 1981.